# Tsiy William Ndenge
Tsiy William Ndenge (Colonia, 13 giugno 1997) è un calciatore tedesco naturalizzato camerunese, centrocampista del Grasshoppers.

## Caratteristiche tecniche
È un mediano molto fisico, di piede mancino, abile nei tiri da fermo e nella fase di rottura del gioco avversario. È stato paragonato a Luiz Gustavo.

## Carriera

### Club
Cresciuto nei settori giovanili di Bayer Leverkusen e Borussia M'gladbach, il 28 luglio 2017 viene ceduto in prestito per una stagione al Roda.

### Nazionale
Ha giocato nelle nazionali giovanili tedesche Under-19 ed Under-20.

## Statistiche

### Presenze e reti nei club
Statistiche aggiornate al 3 dicembre 2022.
| Stagione                      | Squadra                       | Campionato                    | Campionato | Campionato | Coppe nazionali | Coppe nazionali | Coppe nazionali | Coppe continentali | Coppe continentali | Coppe continentali | Altre coppe | Altre coppe | Altre coppe | Totale | Totale |
| Stagione                      | Squadra                       | Comp                          | Pres       | Reti       | Comp            | Pres            | Reti            | Comp               | Pres               | Reti               | Comp        | Pres        | Reti        | Pres   | Reti   |
| ----------------------------- | ----------------------------- | ----------------------------- | ---------- | ---------- | --------------- | --------------- | --------------- | ------------------ | ------------------ | ------------------ | ----------- | ----------- | ----------- | ------ | ------ |
| 2015-2016                     | Borussia M'gladbach II        | RL                            | 20         | 1          | -               | -               | -               | -                  | -                  | -                  | -           | -           | -           | 20     | 1      |
| 2016-2017                     | Borussia M'gladbach II        | RL                            | 17         | 4          | -               | -               | -               | -                  | -                  | -                  | -           | -           | -           | 17     | 4      |
| Totale Borussia M'gladbach II | Totale Borussia M'gladbach II | Totale Borussia M'gladbach II | 37         | 5          |                 | -               | -               |                    | -                  | -                  |             | -           | -           | 37     | 5      |
| 2017-2018                     | Roda JC                       | E                             | 32+2       | 2          | CO              | 4               | 2               | -                  | -                  | -                  | -           | -           | -           | 38     | 4      |
| 2018-2019                     | Lucerna                       | SL                            | 14         | 0          | CS              | 2               | 0               | -                  | -                  | -                  | -           | -           | -           | 16     | 0      |
| 2019-2020                     | Lucerna                       | SL                            | 11         | 0          | CS              | 0               | 0               | UEL                | 3                  | 0                  | -           | -           | -           | 14     | 0      |
| 2020-2021                     | Lucerna                       | SL                            | 8          | 0          | CS              | 0               | 0               | -                  | -                  | -                  | -           | -           | -           | 8      | 0      |
| 2021-2022                     | Lucerna                       | SL                            | 6          | 0          | CS              | 0               | 0               | -                  | -                  | -                  | -           | -           | -           | 8      | 0      |
| Totale Lucerna                | Totale Lucerna                | Totale Lucerna                | 39         | 0          |                 | 2               | 0               |                    | 3                  | 0                  |             | -           | -           | 44     | 0      |
| 2022-2023                     | Grasshoppers                  | SL                            | 13         | 3          | CS              | 1               | 0               | -                  | -                  | -                  | -           | -           | -           | 14     | 3      |
| Totale carriera               | Totale carriera               | Totale carriera               | 121+2      | 10         |                 | 7               | 2               |                    | 3                  | 0                  |             | -           | -           | 133    | 12     |

## Palmarès

### Club

#### Competizioni nazionali
- Coppa Svizzera: 1

Lucerna: 2020-2021